# Turnera
Genre
Classification phylogénétique
Synonymes
Selon Tropicos (10 mai 2022) :
- Bohadschia J.Presl
- Pumilea P.Browne
- Triacis Griseb.
- Tribolacis Griseb.

Turnera est un genre de plantes à fleurs de la famille des Passifloraceae, et dont l'espèce type est Turnera ulmifolia L.. Ce sont des plantes tropicales américaines.
Ce genre compte autour de 163 espèces (et environ 43 taxons infra-spécifiques). Jusqu'en 2009, ce genre était placé dans la famille des Turneraceae.

## Étymologie
Le nom de Turnera a été créé par Carl von Linné en l'honneur du botaniste anglais William Turner (1508-1568).

## Liste partielle d'espèces
Sélection d'espèces :
- Turnera diffusa Willd. ex Schult.
- Turnera guianensis Aubl.
- Turnera rupestris Aubl.
- Turnera ulmifolia L.

Selon ITIS (29/01/2011) :
- Turnera angustifolia Mill.
- Turnera arcuata
- Turnera aurelii
- Turnera caerulea
- Turnera candida
- Turnera chamaedryfolia
- Turnera concinna
- Turnera cuneiformis
- Turnera diffusa Willd. ex Schult.
- Turnera grandidentata
- Turnera grandiflora
- Turnera hassleriana
- Turnera hermannioides Cambess.
- Turnera hindsiana Benth.
- Turnera joelii
- Turnera krapovickasii
- Turnera lamiifolia
- Turnera macrophylla
- Turnera melochiodes
- Turnera nervosa
- Turnera opifera
- Turnera orientalis
- Turnera pumilea
- Turnera scabra Millsp.
- Turnera sidoides
- Turnera subulata Sm.
- Turnera surinamensis
- Turnera trigona
- Turnera ulmifolia L.
- Turnera velutina
- Turnera weddelliana

Selon GBIF (10 mai 2022) :
- Turnera acangatinga Costa-Lima & E.C.O.Chagas
- Turnera acaulis Griseb.
- Turnera acuta Willd. ex Schult.
- Turnera amapaensis R.S.Cowan
- Turnera amazonica Arbo
- Turnera angelicae Arbo
- Turnera annectens Arbo
- Turnera apifera DC.
- Turnera arcuata Urb.
- Turnera argentea Arbo
- Turnera armata Urb.
- Turnera aromatica Arbo
- Turnera asymmetrica Arbo
- Turnera aurantiaca Benth.
- Turnera aurelii Arbo
- Turnera aurelioi Arbo
- Turnera bahiensis Urb.
  - Turnera bahiensis var. bahiensis
  - Turnera bahiensis var. truncata Arbo
- Turnera blanchetiana Urb.
  - Turnera blanchetiana var. blanchetiana
  - Turnera blanchetiana var. subspicata Urb.
- Turnera brasiliensis Willd. ex Schult.
- Turnera brasiliensis Willd., 1820
- Turnera breviflora Moura
- Turnera caatingana Arbo
- Turnera caerulea Sessé & Moc.
- Turnera callosa Urb.
- Turnera campaniflora Arbo, Shore & S.C.H.Barrett
- Turnera candida Arbo
- Turnera castilloi Arbo
- Turnera cearensis Urb.
- Turnera chamaedrifolia Cambess.
- Turnera chamaedrifolie Cambess.
- Turnera chrysocephala Urb.
- Turnera cicatricosa Arbo
- Turnera cipoensis Arbo
- Turnera clauseniana Urb.
- Turnera coccinea Arbo
- Turnera coerula DC.
- Turnera coerulea Moc. & Sessé ex DC.
  - Turnera coerulea var. coerulea
  - Turnera coerulea var. surinamensis (Urb.) Arbo & Av.Fernández
- Turnera collotricha Arbo
- Turnera concinna Arbo
- Turnera confertiflora Arbo
- Turnera coriacea Urb.
  - Turnera coriacea var. coriacea Urb., 1883
  - Turnera coriacea var. solium Arbo
- Turnera crulsii Urb.
- Turnera cuneiformis Juss. ex Poir.
- Turnera curassavica Urb.
- Turnera dasytricha Pilg.
  - Turnera dasytricha var. crinita Arbo
  - Turnera dasytricha var. dasytricha
- Turnera diamantinae Arbo
- Turnera dichotoma Gardner
- Turnera dichotoma Gardner ex Hook.
- Turnera diffusa Willd.
- Turnera diffusa Willd. ex Schult.
  - Turnera diffusa var. aphrodisiaca (G.H.Ward) Urb.
  - Turnera diffusa var. diffusa
- Turnera discolor Urb.
- Turnera discors Arbo
- Turnera dolichostigma Urb.
- Turnera eichleriana Urb., 1909
- Turnera elliptica Urb.
- Turnera emendata Arbo
- Turnera epifera Mart.
- Turnera fasciculifolia L.Rocha & Arbo
- Turnera fernandezii Arbo
- Turnera fissifolia Arbo
- Turnera foliosa Urb.
- Turnera gardneriana Arbo
- Turnera genistoides Cambess.
- Turnera glabrata Arbo
- Turnera glaziouvii Urb.
- Turnera glaziovii Urb.
- Turnera gouveiana Arbo
- Turnera grandidentata (Urb.) Arbo
- Turnera grandiflora (Urb.) Arbo
- Turnera guianensis Aubl.
- Turnera harleyi Arbo
- Turnera hassleriana Urb.
- Turnera hermannioides Cambess.
- Turnera hilaireana Urb.
- Turnera hindsiana Benth.
  - Turnera hindsiana subsp. brachyantha Arbo
  - Turnera hindsiana subsp. hindsiana
- Turnera huberi Arbo
- Turnera humilis Arbo
- Turnera ibateguara Costa-Lima & E.C.O.Chagas
- Turnera ignota Arbo
- Turnera incana Cambess.
- Turnera involucrata Arbo
- Turnera iterata Arbo
- Turnera jobertii Arbo
- Turnera joelii Arbo
- Turnera krapovickasii Arbo
- Turnera kuhlmanniana Arbo
- Turnera laciniata Arbo
- Turnera lamiifolia Cambess.
- Turnera lanceolata Cambess.
- Turnera leptosperma Urb.
- Turnera lineata Urb.
- Turnera longiflora Cambess.
- Turnera longipes Triana ex Urb.
- Turnera lucida Urb.
- Turnera luetzelburgii Sleumer
  - Turnera luetzelburgii var. dubia Arbo
  - Turnera luetzelburgii var. luetzelburgii Sleumer, 1934
- Turnera macrophylla Urb.
- Turnera macrosperma L.Rocha & Arbo
- Turnera maigualidensis J.R.Grande & Arbo
- Turnera melanorhiza Urb.
- Turnera melochia Triana & Planch.
  - Turnera melochia var. melochia
  - Turnera melochia var. ramosissima (Spruce ex Urb.) Arbo
- Turnera melochioides Cambess.
  - Turnera melochioides var. arenaria Urb.
  - Turnera melochioides var. latifolia Urb.
  - Turnera melochioides var. melochioides
  - Turnera melochioides var. rugosa Arbo
- Turnera nervosa Urb.
- Turnera oblongifolia Cambess.
  - Turnera oblongifolia var. goyazensis (Urb.) Arbo
  - Turnera oblongifolia var. oblongifolia
- Turnera occidentalis Arbo & Shore
- Turnera oculata Story ex Fernandes
  - Turnera oculata var. paucipilosa Oberm.
- Turnera oculta
  - Turnera oculta var. oculta
  - Turnera oculta var. paucipilosa Oberm., 1974
- Turnera odorata Rich.
- Turnera opifera Benth.
- Turnera opifera Mart.
- Turnera orientalis (Urb.) Arbo
- Turnera panamensis Urb.
- Turnera paniculata Willd. ex Schult.
- Turnera paniculata Willd., 1820
- Turnera paradoxa Arbo
- Turnera paruana Arbo
- Turnera patens Arbo
- Turnera peruviana Willd., 1820
- Turnera pinifolia Cambess.
- Turnera pohliana Urb.
- Turnera prancei Arbo
- Turnera pumila Hill
- Turnera pumilea L.
  - Turnera pumilea var. piauhyensis Urb.
  - Turnera pumilea var. pumilea
- Turnera purpurascens Arbo
- Turnera reginae Arbo
- Turnera revoluta Urb.
- Turnera riedeliana Urb.
- Turnera rosulata Arbo
- Turnera rupestris Aubl.
  - Turnera rupestris var. frutescens (Aubl.) Urb.
  - Turnera rupestris var. rupestris Aubl., 1775
- Turnera sancta Arbo
- Turnera scabra Millsp.
- Turnera schwackeana Urb. ex Glaz.
- Turnera schwackiana Urb.
- Turnera serrata Vell.
  - Turnera serrata var. brevifolia Urb.
  - Turnera serrata var. latifolia Urb.
  - Turnera serrata var. serrata
- Turnera sidoides L.
  - Turnera sidoides subsp. carnea (Cambess.) Arbo
  - Turnera sidoides subsp. holosericea (Urb.) Arbo
  - Turnera sidoides subsp. integrifolia (Griseb.) Arbo
  - Turnera sidoides subsp. pinnatifida (Juss. ex Poir.) Arbo
  - Turnera sidoides subsp. sidoides
  - Turnera sidoides var. herteriana Urb.
  - Turnera sidoides var. sidoides
- Turnera sidoides Vell., 1829
- Turnera simulans Arbo
- Turnera stachydifolia Urb. & Rolfe
  - Turnera stachydifolia var. flexuosa Urb.
  - Turnera stachydifolia var. stachydifolia Urb. & Rolfe, 1883
- Turnera stenophylla Urb.
- Turnera steyermarkii Arbo
- Turnera stipularis Urb.
- Turnera subnuda Urb.
- Turnera subulata J.E.Sm.
- Turnera tapajoensis Moura
- Turnera tenuicaulis Urb.
- Turnera thomasiae (Urb.) Story
- Turnera thomasii (Urb.) Story
- Turnera triglandulosa Millsp.
- Turnera trigona Urb.
- Turnera uleana Urb.
- Turnera ulmifolia L.
- Turnera ulmifolia Sessé & Moc., 1894
- Turnera urbanii Arbo
- Turnera valleana Standl. & L.O.Williams
- Turnera vallisii Arbo
- Turnera vallsii Arbo
- Turnera velutina Benth.
- Turnera venezuelana Arbo
- Turnera venosa Urb.
- Turnera vicaria Arbo
- Turnera violacea Brandegee
- Turnera weddelliana Urb. & Rolfe
- Turnera zeasperma C.D.Adams & V.Bean

## Galerie

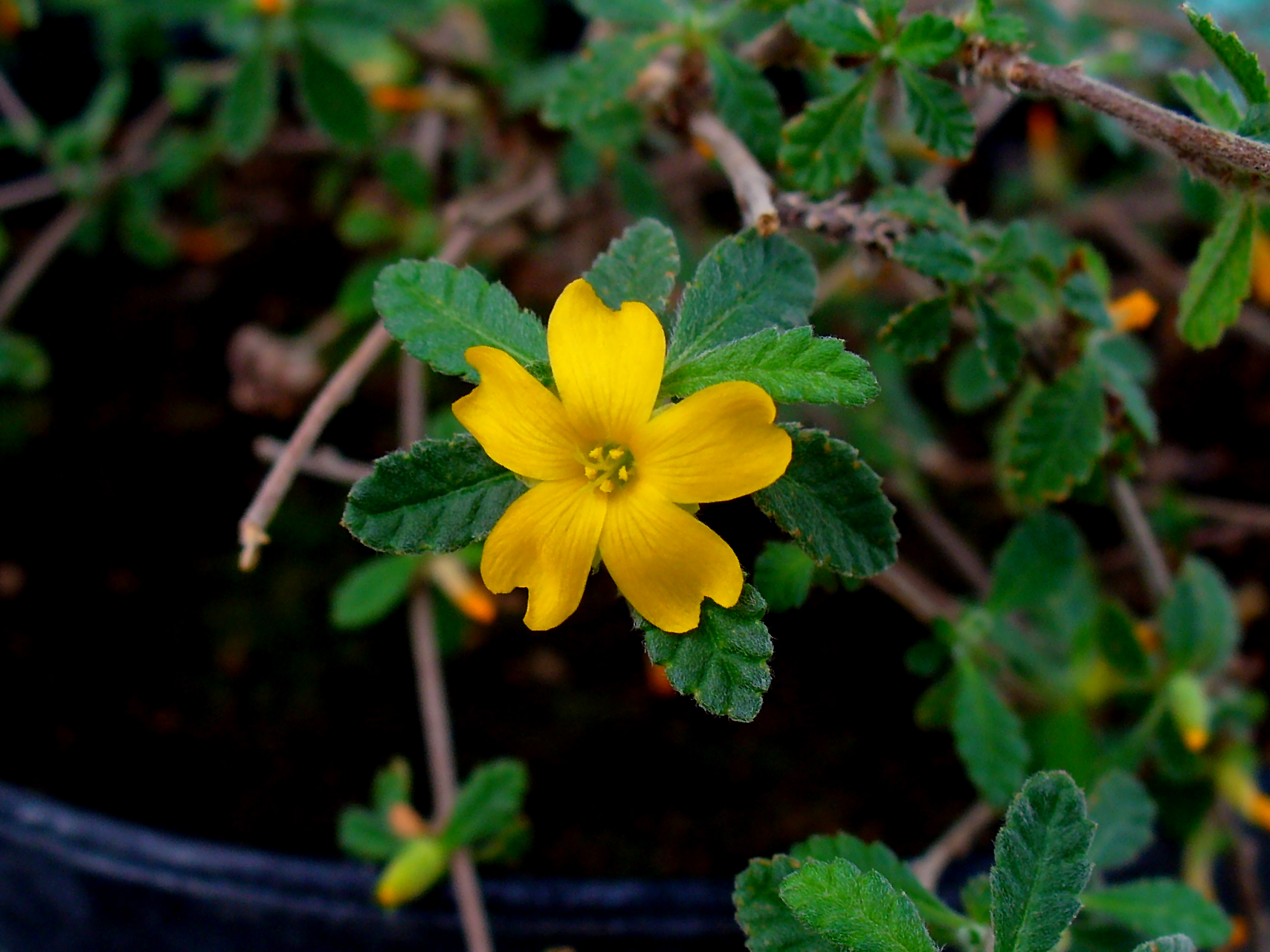
Turnera diffusa
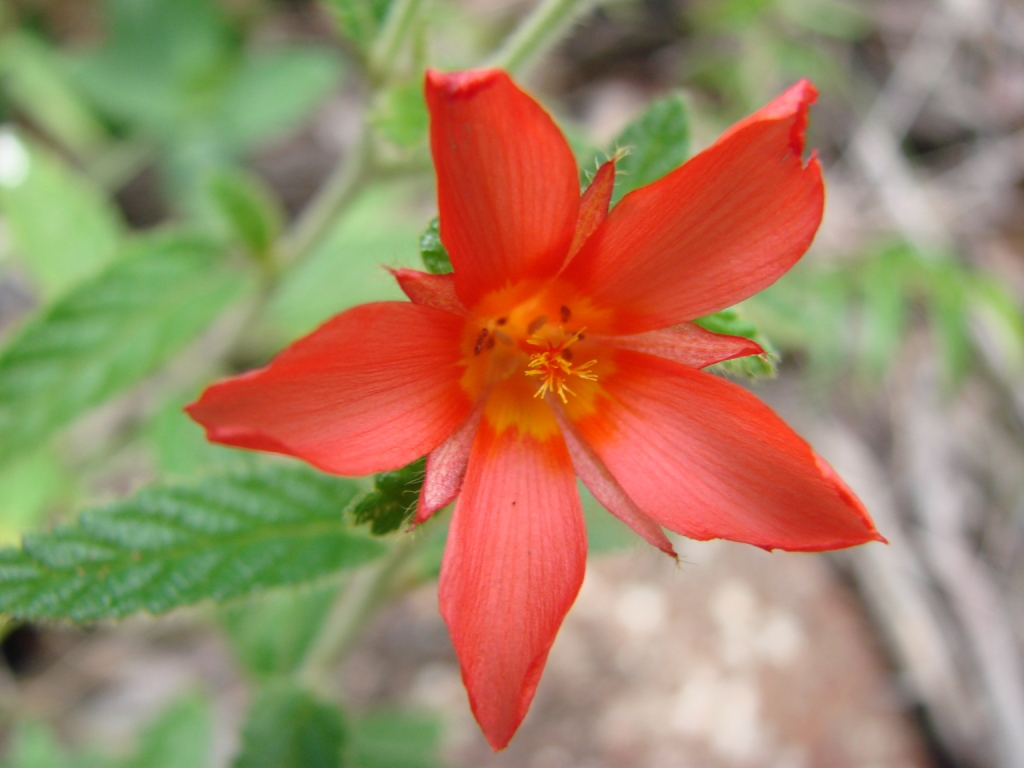
Turnera longiflora
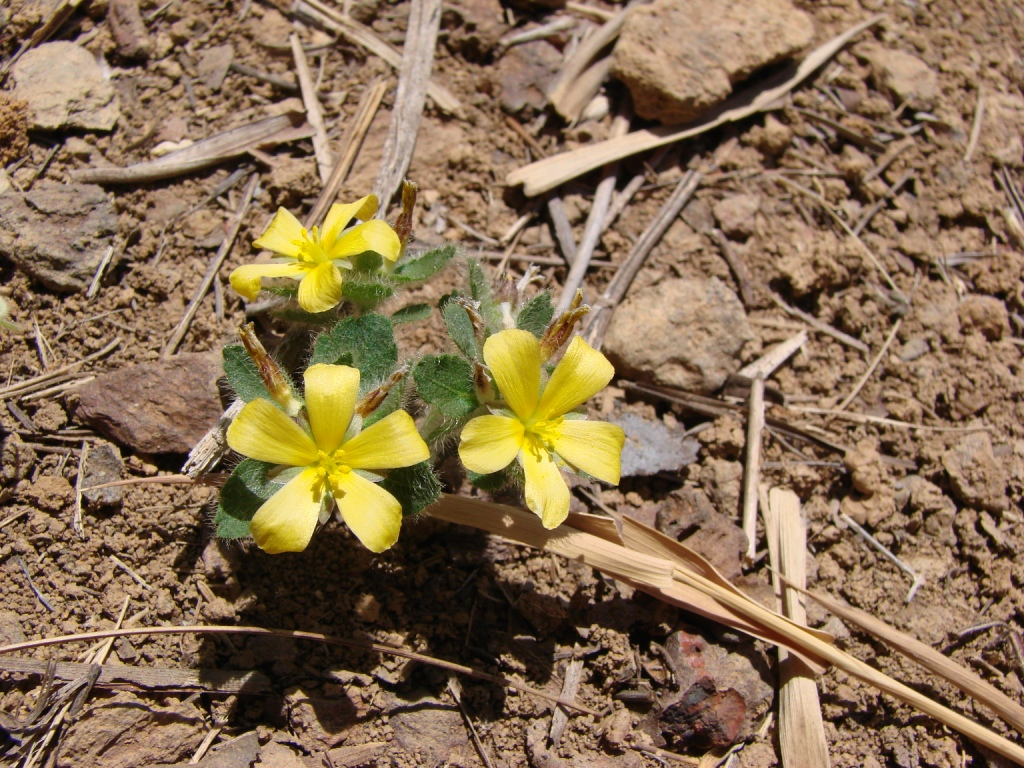
Turnera opifera
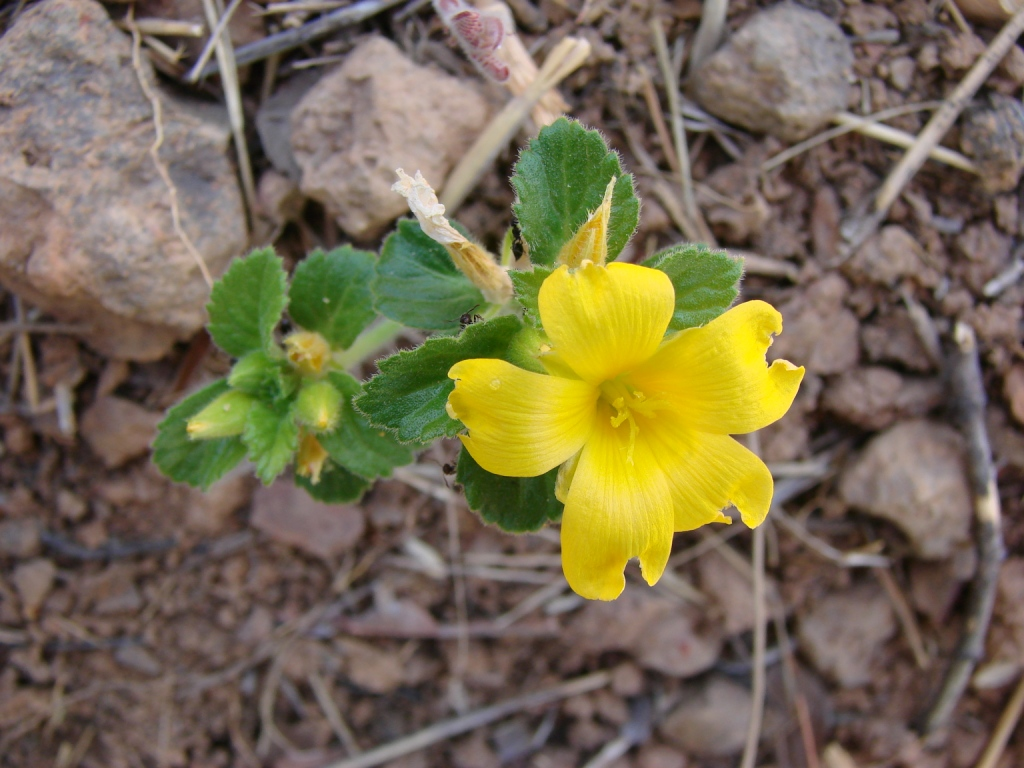
Turnera pumilea
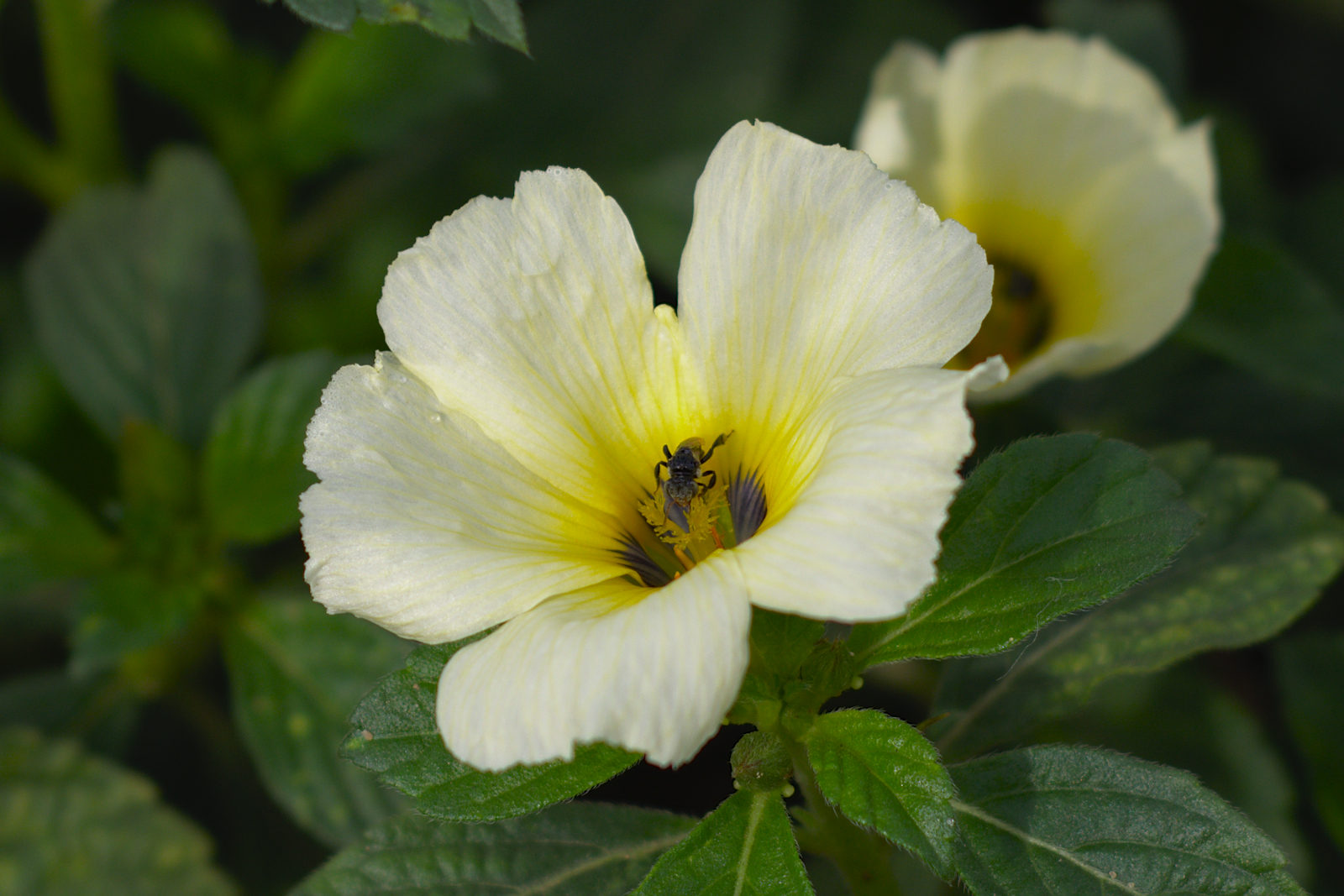
Turnera subulata
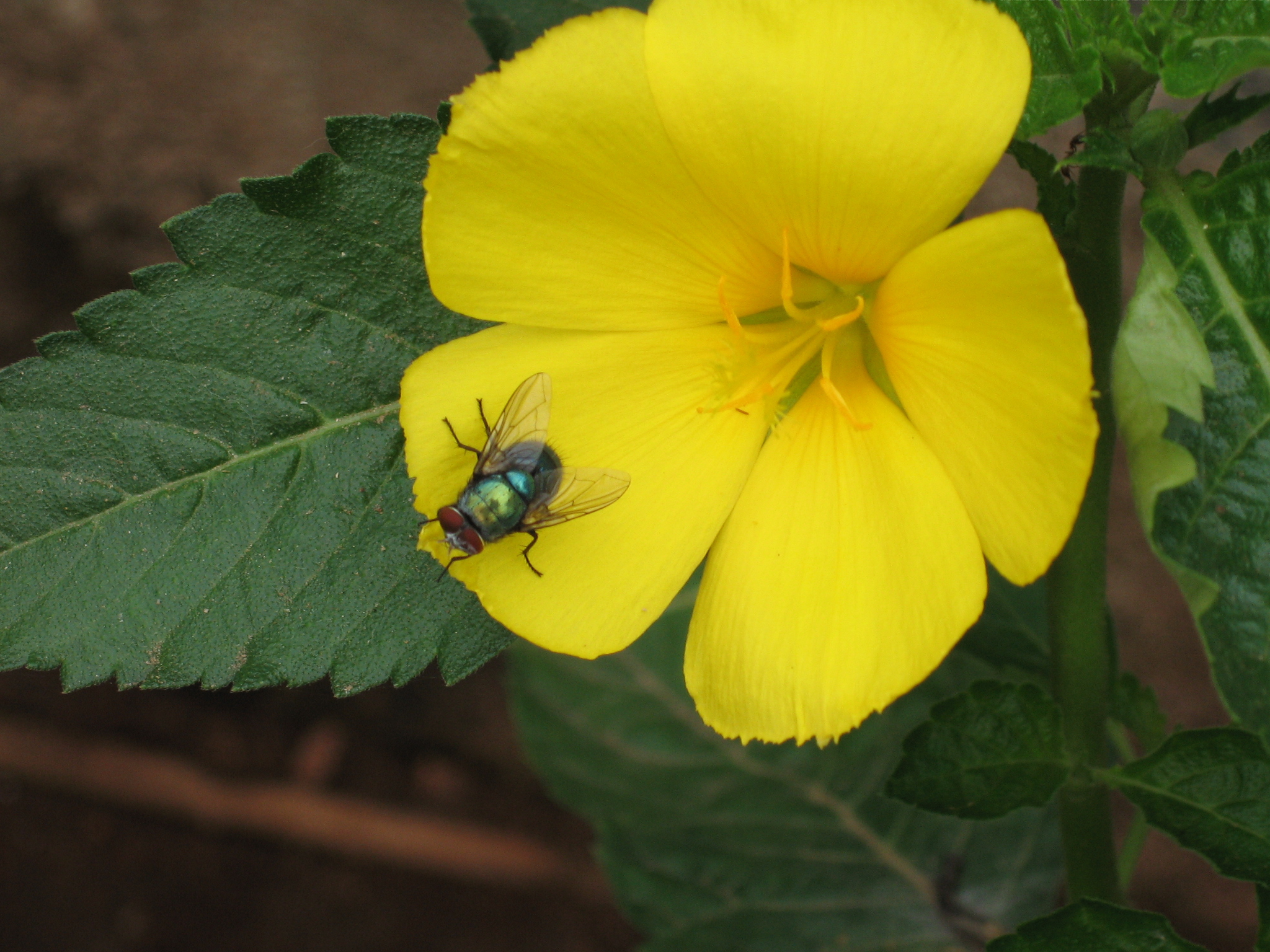
Turnera ulmifolia